# Hotel Voramar
Hotel El Balneario (originalmente en danés, Badehotellet ) es una serie de comedia dramática danesa emitida en TV 2 desde 2013. La historia sigue a los huéspedes y empleados de un hotel junto al mar en Skagerrak, a diez kilómetros al sur de Skagen . La trama comienza a mediados de 1928. 
Las temporadas 1 a 5 siguen, cada una, una temporada de verano entre 1928 y 1932. Las 6 a 8 siguen, cada una, una temporada de verano de los años 1939 a 1941. La temporada 9 se emitió en 2022 y representó el verano de 1945. Entre 2016 y 2020, fue la serie de ficción más vista en la televisión danesa. El 25 de julio de 2021 se estrenó la versión doblada al valenciano en À Punt . Un verano después, el 31 de julio de 2022, TV3 también la empezó a emitir pero con un nuevo doblaje en catalán oriental y sin aprovechar su versión en valenciano, hecho que recibió diversas críticas por la falta de coordinación de las televisiones públicas en catalán. El estreno de los dos primeros capítulos lideró la franja de la noche con 272.000 espectadores (14,8%) y 222.000 (13,9%).

## Episodios

### Primera temporada[10]
| 1                                     | "Un verano en el mar del Norte"  | 30 de diciembre de 2013 | 25 de julio de 2021 | 31 de julio de 2022  |  |  |
|                                       |                                  |                         |                     |                      |  |  |
| 2                                     | "Visita de señores"              | 6 de enero de 2014      | 25 de julio de 2021 | 31 de julio de 2022  |  |  |
|                                       |                                  |                         |                     |                      |  |  |
| 3                                     | "Consecuencias fatales"          | 13 de enero de 2014     |                     | 7 de agosto de 2022  |  |  |
|                                       |                                  |                         |                     |                      |  |  |
| 4                                     | "La tormenta da rabia"           | 27 de enero de 2014     |                     | 7 de agosto de 2022  |  |  |
|                                       |                                  |                         |                     |                      |  |  |
| 5                                     | "Aventura en la noche de verano" | 3 de febrero de 2014    |                     | 14 de agosto de 2022 |  |  |
|                                       |                                  |                         |                     |                      |  |  |
| 6                                     | "Final de temporada"             | 10 de febrero de 2014   |                     | 14 de agosto de 2022 |  |  |
|                                       |                                  |                         |                     |                      |  |  |
| Ambientada durante el verano de 1928. |                                  |                         |                     |                      |  |  |

### Segunda temporada
| 7 | "La elección de Amanda" | 12 de enero de 2015   |  | 21 de agosto de 2022     |  |  |
| |                         |                       |  |                          |  |  |
| 8 | "La gran fiesta"        | 19 de enero de 2015   |  | 21 de agosto de 2022     |  |  |
| |                         |                       |  |                          |  |  |
| 9 | "El hijo de América"    | 2 de febrero de 2015  |  | 28 de agosto de 2022     |  |  |
| |                         |                       |  |                          |  |  |
| 10 | "Amor"                  | 9 de febrero de 2015  |  | 28 de agosto de 2022     |  |  |
| |                         |                       |  |                          |  |  |
| 11 | "El acuerdo de venta"   | 16 de febrero de 2015 |  | 4 de septiembre de 2022  |  |  |
| |                         |                       |  |                          |  |  |
| 12 | "La hora de la verdad"  | 23 de febrero de 2015 |  | 4 de septiembre de 2022  |  |  |
| |                         |                       |  |                          |  |  |
| 13 | "La tormenta"           | 2 de marzo de 2015    |  | 11 de septiembre de 2022 |  |  |
| |                         |                       |  |                          |  |  |
| Ambientada durante el verano de 1929. Salvo el episodio 13, que tiene lugar durante el crack de Wall Street en octubre de 1929. |                         |                       |  |                          |  |  |

### Tercera temporada
| 14 | "Los invitados de Amanda"       | 28 de diciembre de 2015 |  | 11 de septiembre de 2022 |  |  |
| |                                 |                         |  |                          |  |  |
| 15 | "El vagabundo"                  | 4 de enero de 2016      |  | 18 de septiembre de 2022 |  |  |
| |                                 |                         |  |                          |  |  |
| 16 | "Las joyas de la señora Madsen" | 11 de enero de 2016     |  | 18 de septiembre de 2022 |  |  |
| |                                 |                         |  |                          |  |  |
| 17 | "El limpiador de playas"        | 25 de enero de 2016     |  | 25 de septiembre de 2022 |  |  |
| |                                 |                         |  |                          |  |  |
| 18 | "El Stauning"                   | 1 de febrero de 2016    |  | 25 de septiembre de 2022 |  |  |
| |                                 |                         |  |                          |  |  |
| 19 | "Las cartas sobre la mesa"      | 8 de febrero de 2016    |  | 9 de octubre de 2022     |  |  |
| |                                 |                         |  |                          |  |  |
| 20 | "Pesadas del mar"               | 15 de febrero de 2016   |  | 9 de octubre de 2022     |  |  |
| |                                 |                         |  |                          |  |  |
| Ambientada durante el verano de 1930 excepto el episodio 20, que tiene lugar durante las elecciones al Reichstag alemán el 14 de septiembre de 1930. |                                 |                         |  |                          |  |  |

### Cuarta temporada
| 21                                    | "Noche de medio verano"  | 23 de enero de 2017   |  | 16 de octubre de 2022 |  |  |
|                                       |                          |                       |  |                       |  |  |
| 22                                    | "La maldición del Weyse" | 30 de enero de 2017   |  | 16 de octubre de 2022 |  |  |
|                                       |                          |                       |  |                       |  |  |
| 23                                    | "Una casa de locos"      | 6 de febrero de 2017  |  | 23 de octubre de 2022 |  |  |
|                                       |                          |                       |  |                       |  |  |
| 24                                    | "El niño de vacaciones"  | 13 de febrero de 2017 |  | 23 de octubre de 2022 |  |  |
|                                       |                          |                       |  |                       |  |  |
| 25                                    |                          | 20-febrero 2017       |  |                       |  |  |
|                                       |                          |                       |  |                       |  |  |
| 26                                    |                          | 27 de febrero de 2017 |  |                       |  |  |
|                                       |                          |                       |  |                       |  |  |
| 27                                    |                          | 6 de marzo de 2017    |  |                       |  |  |
|                                       |                          |                       |  |                       |  |  |
| Ambientada durante el verano de 1931. |                          |                       |  |                       |  |  |

## Curiosidades
En 2018, la historiadora especializada en cocina Bettina Buhl, publicó " Badehotellets Kogebog ", un libro de cocina con las recetas que aparecen en la serie. 

## Reparto
| Actor                                       | Personatge                             | Temporades al Badehotellet | Temporades al Badehotellet | Temporades al Badehotellet | Temporades al Badehotellet | Temporades al Badehotellet | Temporades al Badehotellet | Temporades al Badehotellet | Temporades al Badehotellet | Temporades al Badehotellet |
| Actor                                       | Personatge                             | 1                          | 2                          | 3                          | 4                          | 5                          | 6                          | 7                          | 8                          | 9                          |
| ------------------------------------------- | -------------------------------------- | -------------------------- | -------------------------- | -------------------------- | -------------------------- | -------------------------- | -------------------------- | -------------------------- | -------------------------- | -------------------------- |
| Rosalinde Mynster                           | Fie Kjær                               | Principal                  | Principal                  | Principal                  | Principal                  | Principal                  |                            |                            |                            |                            |
| Amalie Dollerup                             | Amanda Madsen                          | Principal                  | Principal                  | Principal                  | Principal                  | Principal                  | Principal                  | Principal                  | Principal                  | Principal                  |
| Bodil Jørgensen                             | Molly Andersen, propietaria de l'hotel | Principal                  | Principal                  | Principal                  | Principal                  | Principal                  | Principal                  | Principal                  | Principal                  | Principal                  |
| Ole Thestrup                                | Julius Andersen, propietari de l'hotel | Principal                  | Convidat                   |                            |                            |                            |                            |                            |                            |                            |
| Ulla Vejby                                  | Edith Marie Jensen/Møller              | Principal                  | Principal                  | Principal                  | Principal                  | Principal                  | Principal                  | Principal                  | Principal                  | Principal                  |
| Merete Mærkedahl                            | Otilia                                 | Principal                  | Principal                  | Principal                  | Principal                  | Principal                  | Principal                  | Principal                  | Principal                  | Principal                  |
| Ena Spottag                                 | Martha, cuinera                        | Principal                  | Principal                  | Principal                  | Principal                  | Principal                  | Invitado                   |                            |                            |                            |
| Lars Ranthe                                 | Georg Madsen, comerciant               | Principal                  | Principal                  | Principal                  | Principal                  | Principal                  | Principal                  | Principal                  | Principal                  | Principal                  |
| Anne Louise Hassing                         | Therese Madsen                         | Principal                  | Principal                  | Principal                  | Principal                  | Principal                  | Principal                  | Principal                  | Principal                  | Principal                  |
| Alberte Blichfeldt/Julie Brochorst Andersen | Vera Madsen                            | Principal                  | Principal                  |                            |                            |                            | Principal                  |                            |                            |                            |
| Jens Jacob Tychsen                          | Edward Weyse, actor                    | Principal                  | Principal                  | Principal                  | Principal                  | Principal                  | Principal                  | Principal                  | Principal                  | Principal                  |
| Cecilie Stenspil                            | Helene Aurland/Weyse                   | Principal                  | Principal                  | Principal                  | Principal                  | Principal                  | Principal                  | Principal                  | Principal                  | Principal                  |
| Peter Hesse Overgaard                       | Hjalmar Aurland, cap d'oficina         | Principal                  | Principal                  | Principal                  | Principal                  | Principal                  | Principal                  | Principal                  | Principal                  | Principal                  |
| Birthe Neumann                              | Olga Fjeldsø (f. Vetterstrøm)          | Principal                  | Principal                  | Principal                  | Principal                  | Principal                  | Principal                  | Principal                  | Principal                  | Principal                  |
| Martin Buch                                 | Adam Fjeldsø                           | Principal                  | Invitado                   |                            |                            |                            |                            |                            |                            |                            |
| Neel Rønholt                                | Sibylle Weyse/Fjeldsø (f. Hertz)       | Principal                  | Invitado                   |                            |                            |                            |                            |                            |                            | Principal                  |
| Bjarne Henriksen                            | Otto Frigh, empresari del tabac        | Principal                  | Principal                  | Principal                  | Principal                  | Principal                  |                            |                            |                            |                            |
| Anette Støvelbæk                            | Alice Frigh                            | Principal                  | Principal                  | Principal                  | Principal                  | Principal                  | Principal                  | Principal                  | Principal                  | Principal                  |
| Lukas Helt/Frederik Frimodt/Lue Støvelbæk   | Leslie Frigh                           | Invitado                   | Invitado                   | Invitado                   |                            | Invitado                   | Principal                  | Principal                  |                            |                            |
| Liva Kristoffersen/Lucia Vinde Dirchsen     | Bertha Frigh                           | Invitado                   | Invitado                   | Invitado                   | Invitado                   | Invitado                   |                            | Principal                  | Principal                  | Principal                  |
| Mads Wille                                  | Comte Ditmar Frijs                     | Principal                  | Principal                  | Principal                  | Principal                  | Principal                  | Principal                  | Principal                  | Principal                  | Principal                  |
| Benedikte Hansen                            | Comtessa Anne-Grethe Frijs             | Invitado                   | Invitado                   | Principal                  | Principal                  | Principal                  | Invitado                   | Invitado                   | Invitado                   | Invitado                   |
| Morten Hemmingsen                           | Morten Enevoldsen                      | Principal                  | Principal                  | Principal                  | Principal                  | Principal                  | Invitado                   | Principal                  | Principal                  | Invitado                   |
| Kristian Halken                             | Peter Andreas Kjær                     | Invitado                   |                            | Invitado                   | Principal                  | Principal                  | Principal                  | Principal                  | Principal                  |                            |
| Mia Helene Højgaard                         | Ane Kjær                               | Invitado                   |                            |                            | Principal                  | Principal                  | Principal                  | Principal                  | Principal                  |                            |
| Sonja Oppenhagen                            | Lydia Vetterstrøm/Ploug                |                            | Principal                  | Principal                  | Principal                  | Principal                  | Principal                  | Principal                  | Principal                  | Principal                  |
| Anders Juul                                 | Max Berggren, arquitecte               |                            | Principal                  | Principal                  | Principal                  | Principal                  |                            |                            |                            |                            |
| Sigurd Holmen le Dous                       | Philip Dupont, publicitari i xef       |                            | Principal                  | Principal                  | Principal                  | Principal                  | Principal                  | Principal                  | Principal                  | Principal                  |
| Ella Hammarsten Liedberg                    | Sarah Fjeldsø                          |                            | Invitado                   |                            |                            |                            |                            |                            |                            | Principal                  |
| Jens Sætter-Lassen                          | Jesper Duelund, trompetista            |                            |                            | Principal                  | Principal                  | Invitado                   | Principal                  |                            |                            |                            |
| Anne Bergfeld                               | Mitzi Frijs, comtessa                  |                            |                            |                            | Principal                  | Principal                  |                            |                            |                            |                            |
| Søren Sætter-Lassen                         | August Molin, empresari                |                            |                            |                            |                            | Principal                  | Principal                  | Principal                  | Principal                  | Principal                  |
| Lisa Werlinder                              | Alma Molin, actriu                     |                            |                            |                            |                            | Principal                  | Principal                  | Principal                  | Principal                  | Principal                  |
| Laura Kjær                                  | Nana                                   |                            |                            |                            |                            |                            | Principal                  | Principal                  |                            |                            |
| Rasmus Botoft                               | Johan Ramsing/Emil Høyer               |                            |                            |                            |                            |                            |                            | Principal                  | Principal                  |                            |
| Anton Rubtsov                               | Tinent Uwe Kiessling                   |                            |                            |                            |                            |                            |                            | Principal                  | Principal                  | Principal                  |
| Andreas Jebro                               | Claus Villumsen, docent                |                            |                            |                            |                            |                            |                            |                            | Principal                  | Principal                  |